# Вулиця Соні Делоне
Ву́лиця Со́ні Делоне́ — вулиця в Деснянському районі міста Києва, селище Троєщина. Пролягає від вулиці Радосинської до вулиці Митрополита Володимира Сабодана.

## Історія
Вулиця виникла у 1-й пол. XX століття. До 2024 року була названа на честь російського поета Олександра Пушкіна. 
Голосування за перейменування вулиці відбулось у застосунку «Київ Цифровий». За підсумками голосування, перемогла назва на честь драматурга Івана Карпенка-Карого (30 %), далі на честь мисткині Соні Делоне (20 %) та філософа Олександра Маслака (17 %). Втім, попри результати опитування, 12 грудня 2024 вулицю перейменовао на честь української художниці, дизайнерки, засновниці художніх напрямків орфізму та симультанізму — Соні Делоне.